# Phare de Songvår

Le phare de Songvår (en norvégien : Songvår fyr)  est un phare côtier situé dans la commune de Søgne, à Kristiansand dans le Comté de Vest-Agder (Norvège). Il est géré par l'administration côtière norvégienne (en norvégien : Kystverket).

## Historique
Le phare actuel, datant de 1955, se trouve sur l'île de Hellersøya, à environ 7 kilomètres  au sud du village de Høllen (en). Le premier phare avait été construit  en 1888. Le phare a été fermé en 2004 et remplacé par une tour d'éclairage automatisée plus petite, juste au sud-est du phare existant.
Le feu actuel date de 2004 et se trouve au sommet d'une tour haute de 5 mètres. Le feu blanc, rouge ou vert (selon la direction) se trouve à une altitude de 24 mètres. La lumière peut être vue jusqu'à 19,8 km. Les lumières s'allument selon une séquence de clignotement de 3 secondes allumées/ 3 secondes éteintes. La tour est blanche avec une bande rouge dessus.
Le phare précédent de 1955 est toujours debout. Il s'agit d'une tour de 10 mètres  de haut s'élevant à une extrémité de la maison du gardien. Le bâtiment est maintenant restauré par la municipalité de Søgne et il peut être loué pour des nuitées. Le site n'est accessible qu'en bateau. Les ruines de la fondation du phare de 1888 (original) sont encore visibles près du nouveau phare.

## Caractéristiques dufeu maritime
Fréquence : 6 secondes (W-R-G)
- Lumière : 3 secondes
- Obscurité : 3 secondes

Identifiant : ARLHS : NOR-341 ; NF-074000 - Amirauté : B2958 - NGA : 11448.

### Galerie

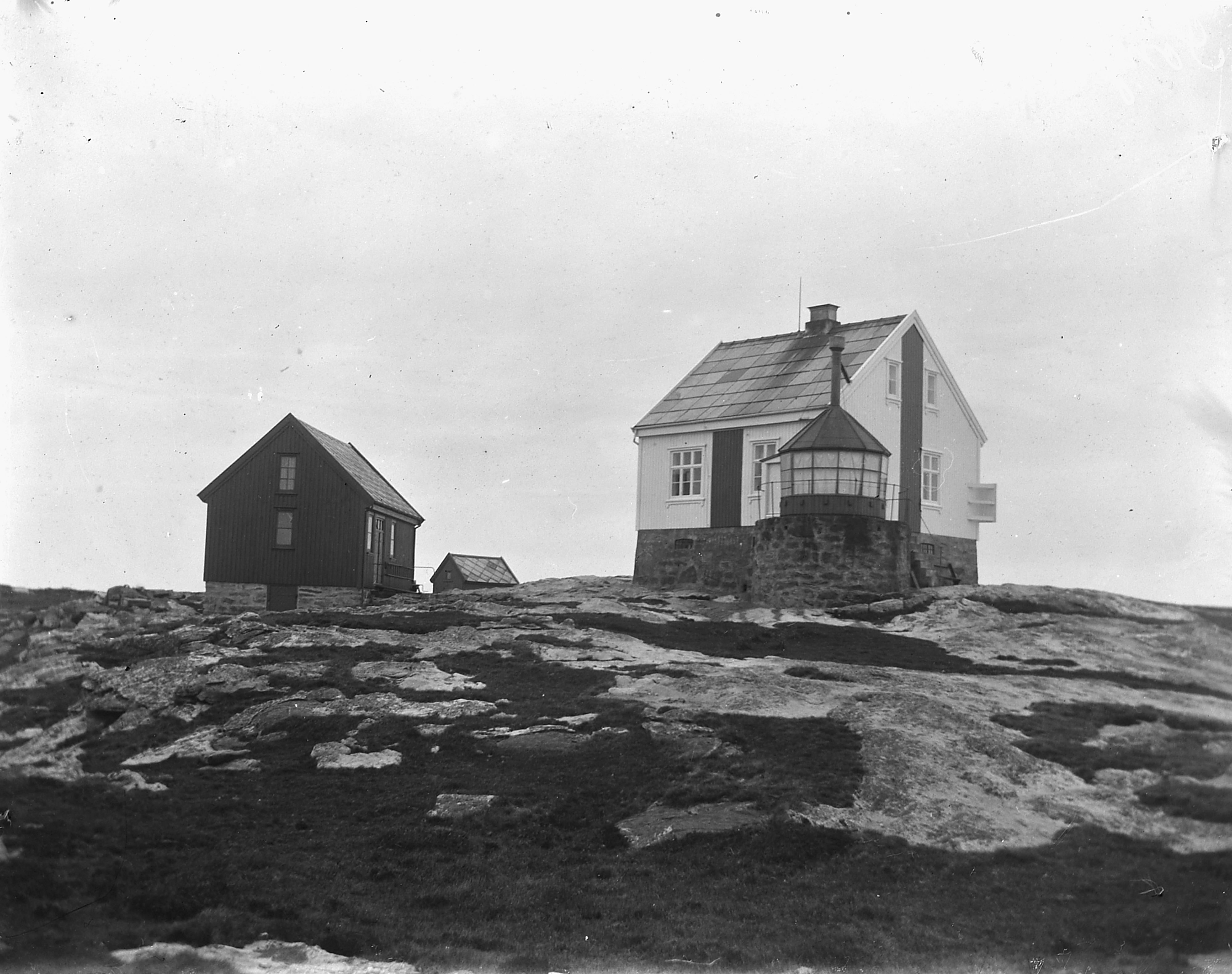
Entre 1890-1900

### Lien connexe
- Liste des phares de Norvège